# دييغو غاليانو
دييغو غاليانو (بالإسبانية: Diego Galeano)‏ هو لاعب كرة قدم أرجنتيني في مركز الوسط، ولد في 24 فبراير 1986 في مار دل بلاتا في الأرجنتين. لعب مع بانفيلد.

## وصلات خارجية
- دييغو غاليانو على موقع قاعدة بيانات كرة القدم.إي يو (الإنجليزية)
- دييغو غاليانو على موقع Soccerway.com (الإنجليزية)